# Ritratto di Bartolomeo Colleoni
Il ritratto di Bartolomeo Colleoni è un dipinto a olio su tela di Giovan Battista Moroni, che raffigura il condottiero Bartolomeo Colleoni.

## Storia
L'ente benefico Pio della Pietà che ha sede nel Luogo Pio Colleoni in Bergamo, aveva avuto incarico dal condottiero, della gestione delle sue proprietà, del fondo di Pietà e del mantenimento della Cappella Colleoni. Il consiglio dell'ente, dopo la metà del XVI secolo a cent'anni dalla morte, decise di averne un ritratto da esporre nei propri locali.
Venne incaricato Giovan Battista Moroni che era considerato il ritrattista della verità, il migliore presente in quel tempo nella bergamasca. Le uniche immagini che raffiguravano Colleoni erano una medaglia di bronzo opera di Marco Guidizzani e l'affresco Cristo in pietà e i santi eseguito per la chiesa dell'Incoronata di Martinengo, forse la sola opera che raffigurasse il condottiero dal vivo, dal 1912 nella sede del luogo Pio.  Il pittore aveva quindi solo ritratti posti di profilo, quando questo modo di raffigurare era stato superato da tempo.
Del dipinto vi sono più copie, una del Salmeggia eseguita nel secondo decennio del 1600, venne ordinata al pittore dalla famiglia Suardi e donata all'Accademia Carrara nel 1966 da Maria Suardi Pecori Giraldi e una copia in Prefettura opera di Giacomo Trecourt.
Il ritratto esposto nei luoghi del Pio Colleoni è una nuova produzione, realizzata successivamente, come quella conservata in accademia Carrara, eseguita da Enea Salmeggia. La produzione di più dipinti con il medesimo soggetto fu sicuramente conseguente a una necessità dinastica. Tutti i rami della famiglia volevano conservare il dipinto del capostipite per riprenderne i tratti somatici.
L'originale è ora conservato presso la Pinacoteca del Castello Sforzesco, faceva parte della raccolta d'arte della famiglia Trivulzio e venduto da Luigi Alberico nel 1935.

## Descrizione
Il Moroni, come era la sua caratteristica, voleva dare un'immagine reale del condottiero, pur dovendo, come i pochi modelli che aveva a disposizione, rappresentarlo di profilo, cosa superata nel XVI secolo.
Il Colleoni viene quindi rappresentato con il taglio di profilo vestito dall'armatura lucida e brillante, chiusa sul collo, e con la vitalità nello sguardo. Il condottiero si presenta curato nell'aspetto, brizzolato e con la barba incolta, il volto scarno ma temprato, lo sguardo fisso, le rughe che contornano agli occhi gli conferiscono un'espressione morbida, anche se attenta e vigile. Tensione e attenzione accentuata dalle linee del collo che ne determinano la postura leggermente curvata in avanti.
Il ritratto viene considerato la migliore effigie del condottiero. Le copie riportano epigrafi differenti, il ritratto presente nel Luogo Pio Colleoni presenta la scritta originaria: EFFIGES VULTUS GENEROSI MILITI HEC EST QUEM PIETAS COLUIT NUNC COLIT UNUS AMOR.